# Chakhchoukha

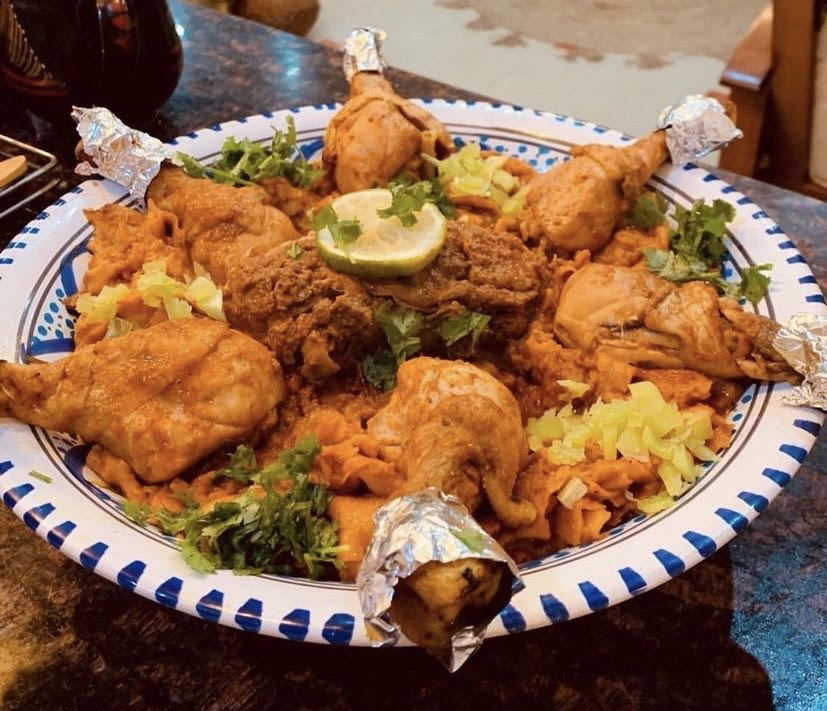
Chakhchoukha di pollo.

Chakhchoukha o chekhechoukha (in arabo: شخشوخة) è un piatto tradizionale algerino fatto con pezzi di pasta di semola cotta strappati o arrotolati, serviti in una salsa a base di pomodoro. Il piatto è composto da piccoli pezzi di rougag (sottile pane piatto rotondo) mescolati con marqa, uno stufato di pomodoro. Il piatto è solitamente preparato facendo bollire la pasta di semola in acqua salata finché non è cotta e poi arrotolandola in piccole palline o strappandola in pezzi delle dimensioni di un boccone.
La salsa a base di pomodoro per chakhchoukha è solitamente fatta da una miscela di cipolle, aglio, pomodori e spezie come cumino, paprika e harissa. La pasta di semola viene quindi aggiunta alla salsa e fatta sobbollire finché non ha assorbito i sapori della salsa e si è leggermente ammorbidita.
Il chakhchoukha viene spesso servito con carne, come agnello o manzo, che viene cotta separatamente e poi aggiunta al piatto insieme a ceci o altre verdure come carote o rape. Il piatto è solitamente guarnito con erbe fresche come prezzemolo o coriandolo e servito con pane a parte.

## Descrizione
La chakhchoukha è una specialità culinaria originariamente Chaoui che ora si è estesa ad altre parti dell'Algeria. La parola chakhchoukha deriva da tacherchert, "sbriciolare" o "strappare in piccoli pezzi" nella lingua Chaouia.
La chakhchoukha viene servita in varie occasioni, specialmente durante il Mawlid Ennabawi echarif, Achoura e il capodanno amazigh chiamato "Yennayer". Questa celebrazione comprende due parti: la vigilia, nota come "Laadjouza", dove vengono mangiati cibi secchi per segnare la fine dell'anno precedente, e il giorno seguente, l'inizio del nuovo anno, quando vengono gustati piatti con salsa.

## Preparazione
Viene utilizzato il rougag o pane piatto preparato con semola fine e, dopo la cottura, viene spezzato a mano in piccoli pezzi. Quando si mangia in piatti individuali, se ne mettono circa due manciate nel piatto e poi si versa sopra la salsa o lo stufato.
La marqa o stufato è composto da agnello a cubetti cucinato con spezie, pomodori, cipolle tritate e ceci. Spesso si aggiungono patate, zucchine, carote e peperoni verdi al composto a seconda della stagione, della zona e della famiglia.
Le spezie principali utilizzate per lo stufato sono peperoncini rossi secchi, cumino, ras el hanout, pepe nero e cumino.
Esiste una variante di questo piatto a Batna e nelle città vicine, come Barika, M'Sila e Biskra, che utilizza un diverso tipo di pane.

## Varianti
Chakhchoukha dfer e chakhchoukha beskria sono due diversi tipi di chakhchoukha che sono popolari nella cucina algerina, specialmente nell'Algeria orientale Ecco le principali differenze tra loro:
- Chakhchoukhet dfer: questo tipo di chakhchoukha è fatto con pezzi di pane cotto spezzettato, piuttosto che con pasta di semola. Il pane è inzuppato in una salsa a base di pomodoro aromatizzata con spezie, burro ed erbe aromatiche. Il piatto è spesso servito con carne, come agnello o manzo, e talvolta include verdure come ceci e carote. Questo chakhchoukha è tipico della regione di Costantina.[7]
- Chakhchoukha biskria: questa chakhchoukha è in genere fatto strappando o tagliando piccoli pezzi di pane piatto sottile e rotondo e servendoli in una salsa di carne profumata che è stata cotta con ceci e verdure. Mentre l'agnello è il tipo di carne più amato per questo piatto, possono essere utilizzati anche manzo o pollo. Questo chakhchoukha è tipico della regione di Biskra.[8][9]